# Fermentownia

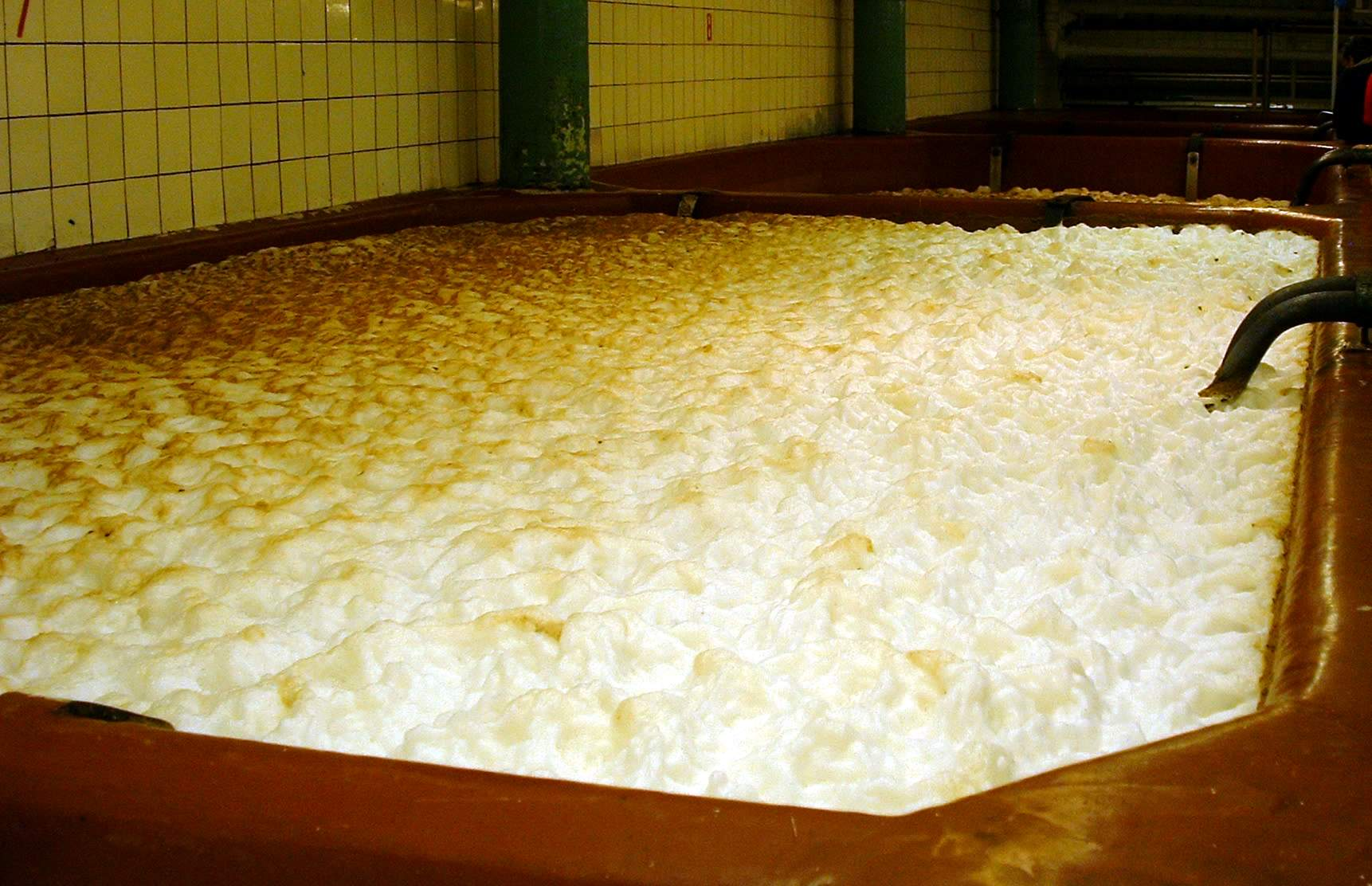
Fermentacja w browarze w Nymburku

Fermentownia – dział browaru, w którym następuje fermentacja brzeczki nastawnej. W przeszłości znajdowała się zwykle w piwnicach, gdzie aby zapewnić odpowiednio niską temperaturę gromadzono zapasy lodu; obecnie odbywa się w tankofermentorach, chłodzonych solanką.
W fermentowni następuje zamianę cukrów fermentujących pod wpływem drożdży piwowarskich na alkohol etylowy, dwutlenek węgla i produkty uboczne (estry, alkohole wyższe, aldehydy oraz związki zawierające siarkę). Po schłodzeniu brzeczki do temperatury 10°C i jej napowietrzeniu jest ona zadawana drożdżami i przekazywana do tankofermentorów, gdzie rozpoczyna się proces fermentacji. W pierwszej fazie procesu następuje rozmnażanie drożdży (ich ilość wzrasta 3-4-krotnie i kończy się z chwilą wyczerpania rozpuszczonego tlenu w brzeczce).
Druga faza procesu fermentacji obejmuje wytworzenie się alkoholu etylowego, CO₂ i produktów ubocznych. Gdy fermentacja zanika, temperatura zostaje obniżona, drożdże kłaczkują i opadają na dno, skąd zostają odpompowane. Głównym kryterium zakończenia procesu jest uzyskanie w piwie wymaganego poziomu zawartości alkoholu, dwuacetylu oraz ekstraktu końcowego. Powstałe piwo zielone (czyli młode) zostaje poprzez wymienniki ciepła schłodzone do około -1,5°C i przekazane do leżakowni.